# Heather Fisher
Heather Margaret Fisher (Birmingham, 13 de junho de 1984) é uma jogadora de rugby sevens britânica.

## Carreira
Fisher integrou o elenco da Seleção Britânica Feminina de Rugbi de Sevens nos Jogos Olímpicos Rio 2016, que foi quarta colocada.